# Domingo Lopez
Domingo B. Lopez (Tayabas, 1879 - 1957) was een Filipijns landeigenaar. Hij was van 1908 tot 1910 gouverneur van de Filipijnse provincie Tayabas, het tegenwoordige Quezon.

## Biografie
Domingo Lopez werd geboren in 1880 in Tayabas in gelijknamige Filipijnse provincie Tayabas, het het tegenwoordige Quezon. Hij was landeigenaar in de provincie Tabayas en behoorde als zondig tot de elite van de regio. In 1908 verloor hij van zijn rivaal Manuel Quezon bij de verkiezingen voor een zetel in het Filipijns Huis van Afgevaardigden namens Tayabas. Hij was van 1908 tot 1910 echter wel gouverneur van de provincie. In 1910 werd hij als gouverneur opgevolgd door Primitivo San Agustin.
Lopez overleed in 1957 op 77-jarige leeftijd aan een hartaanval. Hij was getrouwd met Prisca Reyes. Samen kregen ze vijf kinderen. Na de dood van Reyes hertrouwde Lopez met de 14 jaar jongere Natividad Almeda. Met haar kreeg hij nog drie kinderen.

## Bron
- C.W. Rosenstock (1913) Rosenstock's Press Reference Library, Philippine ed., Manilla